# Анищенков, Никита Юрьевич
Никита Юрьевич Анищенков (род. 25 июля 1992, Челябинск, Россия) — российский легкоатлет, специализирующийся в прыжке в высоту. Чемпион Европы среди юниоров 2011 года. Призёр чемпионатов России. Мастер спорта России международного класса.

## Биография
Начинал заниматься прыжками в высоту в челябинской СДЮСШОР 1 под руководством Любови Метликиной и Виктора Гудзика. Высокие результаты стал показывать ещё в юношеском возрасте. В 2009 году представлял Россию на чемпионате мира среди спортсменов до 18 лет, где с результатом 2,13 м занял пятое место. Год спустя был четвёртым на юниорском мировом первенстве с повторением личного рекорда — 2,21 м.
В 2011 году на первенстве России среди юниоров выполнил норматив мастера спорта международного класса и повторил рекорд России в этой возрастной категории, который прежде единолично принадлежал Ивану Ухову — 2,30 м. В завершение сезона выиграл золотую медаль на чемпионате Европы среди юниоров с лучшей попыткой на 2,27 м.
Дальнейший прогресс в результатах остановился из-за проблем с толчковой правой ногой, которые в мае 2014 года привели к разрыву ахиллова сухожилия и последующей операции. Вернуться к прыжковым тренировкам удалось только в конце 2015 года. Под руководством Александра Бурта и своего отца, Юрия Анищенкова, Никита уже в феврале 2016 года отобрался в финал зимнего чемпионата России, где занял восьмое место с результатом 2,19 м.
В 2017 году на чемпионате России в помещении спустя 5,5 лет второй раз в карьере взял высоту 2,30 м и впервые стал призёром национального первенства (выиграл бронзовую медаль). Летом вновь оказался на пьедестале чемпионата страны, заняв третье место с прыжком на 2,23 м.

## Основные результаты

### Международные
| Год  | Турнир                         | Место проведения   | Место | Результат |
| ---- | ------------------------------ | ------------------ | ----- | --------- |
| 2009 | Чемпионат мира среди юношей    | Брессаноне, Италия | 5-е   | 2,13 м    |
| 2010 | Чемпионат мира среди юниоров   | Монктон, Канада    | 4-е   | 2,21 м    |
| 2011 | Чемпионат Европы среди юниоров | Таллин, Эстония    | 1-е   | 2,27 м    |

### Национальные
| Год  | Турнир                       | Место проведения  | Место        | Результат |
| ---- | ---------------------------- | ----------------- | ------------ | --------- |
| 2012 | Чемпионат России             | Чебоксары, Россия | 12-е         | 2,15 м    |
| 2013 | Чемпионат России в помещении | Москва, Россия    | 9-е          | 2,20 м    |
| 2014 | Чемпионат России в помещении | Москва, Россия    | 19-е (квал.) | 2,15 м    |
| 2016 | Чемпионат России в помещении | Москва, Россия    | 8-е          | 2,19 м    |
| 2016 | Чемпионат России             | Чебоксары, Россия | 5-е          | 2,23 м    |
| 2017 | Чемпионат России в помещении | Москва, Россия    | 3-е          | 2,30 м    |
| 2017 | Чемпионат России             | Жуковский, Россия | 3-е          | 2,23 м    |
| 2018 | Чемпионат России в помещении | Москва, Россия    | 6-е          | 2,24 м    |